# Marthana birmanica
Marthana birmanica is een hooiwagen uit de familie Sclerosomatidae.